# NGC 4903
NGC 4903 (другие обозначения — ESO 443-30, MCG -5-31-13, AM 1258-303, IRAS12586-3039, PGC 44894) — спиральная галактика с перемычкой (SBc) в созвездии Центавр.
Этот объект входит в число перечисленных в оригинальной редакции «Нового общего каталога».
В галактике вспыхнула сверхновая SN 2012hy типа Ia, её пиковая видимая звездная величина составила 16,5.